# 邴輔
邴辅，五胡十六国后赵乐陵（今山东省乐陵市南）人。
邴辅好学多才艺，巧思机智，在当时被称为妙思。石勒称赵王，赵二年（320年），石勒的宫殿和宫门都修筑完毕，石勒以邴辅为材官将军。襄国（今河北省邢台市）的宫殿台榭，都是邴辅主持营建的。